# КЦ-20
КЦ-20 (Колесников/Цыбин - 20) — советский десантный планёр конструкции Д.Н. Колесникова и П. В. Цыбина, самый большой планер, стоявший на вооружении РККА в годы Великой Отечественной войны. За период 1942-1943 гг выпущено 68 экземпляров.

## История создания
Первые два опытных образца, КЦ-1 и КЦ-2, были изготовлены на заводе в подмосковном посёлке Быково в октябре 1941. Серийное производство осуществлял эвакуированный в город Волжск авиационный завод № 168.
Планер обладал хорошими эксплуатационными и техническими характеристиками. Отличительной чертой машины было удобное размещение десантников и груза, простота изготовления и неприхотливость. Планер мог взять на борт 20 солдат или 2200 кг груза.

## Боевое применение
КЦ-20 широко использовался в течение всей войны. В конце 1942, накануне наступления под Сталинградом, эти тяжёлые планеры участвовали в операции «Антифриз»: срочной переброске большого количества антифриза для танков. На Калининском фронте на планерах за линию фронта перебрасывались подразделения сапёров-подрывников.
С помощью КЦ-20 осуществлялось снабжение партизанских отрядов. После набора высоты и отцепления от самолётов планер пересекал линию фронта. После приземления на партизанские аэродромы и разгрузки планеры, как правило, сжигались.
Немецкие войска не смогли сколько-нибудь эффективно помешать полётам советских планеров. КЦ-20 стал единственным типом авиационной техники, принимавшим участие в боевых действиях, ни разу за всю войну не сбитой противником.
Дальнейшим развитием КЦ-20 стал тяжелый десантный планер Ц-25, работы по которому начались в 1944 КБ в Бескудникове под Москвой.

## Технические характеристики
- Размах крыла: 23.80 м
- Длина: 14.12 м
- Высота: 2.84 м
- Площадь крыла: 55.2 м²
- Масса пустого: 2050 кг
- Максимальное аэродинамическое качество: 16
- Экипаж: 1 человек
- Полезная загрузка: 20 десантников / 2200 кг груза
- Двигатель нет

Всё по

## Описание
Схема планера - свободнонесущий высокоплан с трапециевидным крылом. Конструкция цельнодеревянная, включая детали управления. Компоновка фюзеляжа с передней кабиной пилотов, откидывающейся вверх для загрузки. Посадка осуществлялась на комбинированное лыжное и поджимающееся колесное шасси. Посадочная скорость составляла 85 км/ч. КЦ-20 обладал способностью совершать взлеты и посадки без взлетно-посадочных устройств (на днище фюзеляжа). Планировалась также установка оборонительной турели, однако впоследствии от неё отказались.
Основными недостатками было отсутствие грузового люка большего размера, что не позволяло использовать грузоподъемность планера в полной мере, а также переднее расположение кабины экипажа, что приводило к гибели экипажа при столкновении планеров с препятствиями на посадках в боевых условиях.